# هيلين بيكهام
هيلين بيكهام (بالإسبانية: Helen Bickham)‏ هي رسامة مكسيكية، ولدت في 9 يونيو 1935.